# Felix Krahmer
Otto Felix Krahmer (* 27. August 1853 in Butterfelde, Provinz Brandenburg; † 12. Januar 1907 in Allenstein) war ein deutscher Verwaltungsbeamter.

## Leben
Felix Krahmer studierte Rechtswissenschaften an der Georg-August-Universität Göttingen. 1874 wurde er Mitglied des Corps Saxonia Göttingen. Nach dem Studium und dem Referendariat wurde er Regierungsassessor. 1888 wurde er Landrat des Kreises Dannenberg. 1899 wechselte er als Landrat in den Landkreis Allenstein. Dort blieb er bis zu seinem Tod 1907 im Amt.

## Auszeichnungen
- Roter Adlerorden 4. Klasse, 1901[5]